# Георгиевское сельское поселение (Горьковский район)
Гео́ргиевское се́льское поселе́ние — сельское поселение в Горьковском районе Омской области.
Административный центр — село Георгиевка.

## География
Площадь Георгиевского сельского поселения составляет 0,110 тыс. кв. км, или 3,6 % от территории Горьковского муниципального района. От районного центра р.п. Горьковское поселение находится на расстоянии 50 км.
Поселение находится в центральной лесостепной зоне Омской области, на территории поселения нет рек и озёр, месторождений полезных ископаемых.
Ресурсами поселения являются:
• подземные воды хозяйственно-питьевого назначения. Имеется одна водозаборная скважина, которая эксплуатируется хозяйствующими субъектами.
• лесной фонд — 22 % площади поселения, общий запас древесины — 0,076 млн куб. м. Промышленная заготовка и переработка древесины на территории поселения не ведётся.
Общая площадь земельных ресурсов составляет 10.327 тыс. га, из них 5.961 тыс. га — сельскохозяйственные угодья, что позволяет на территории поселения выращивать зерновые культуры и развивать животноводство

## История
Георгиевское сельское поселение образовано в 1895 году.

## Население
| 2010 | 2011 | 2012 | 2013 | 2014 | 2015 | 2016 |
| ---- | ---- | ---- | ---- | ---- | ---- | ---- |
| 811  | →811 | ↘776 | ↗795 | ↗810 | ↘799 | ↘792 |
| 2017 | 2018 | 2019 | 2020 | 2021 | 2023 |      |
| ↘785 | ↘770 | ↘766 | ↘758 | ↘739 | ↘715 |      |

### Национальный состав
Национальный состав населения по переписи 2002 года:
- Русские — 97 %
- Казахи — 1,5 %
- Немцы — 0,5 %
- Другие — 1 %

## Состав сельского поселения
| № | Населённый пункт | Тип населённого пункта       | Население |
| - | ---------------- | ---------------------------- | --------- |
| 1 | Георгиевка       | село, административный центр |           |
| 2 | Сосновка         | деревня                      |           |

## Инфраструктура
С районным и областным центрами связывают дороги с твёрдым покрытием, железнодорожного сообщения нет.
Протяжённость дорог составляет 14,4 км, из них дорог с твёрдым покрытием — 51 % (7,4 км.).